# La Nation (journal canadien)
Pour les articles homonymes, voir Nation.
La Nation (Québec, 1936-1939), hebdomadaire politique et littéraire canadien dirigé par Paul Bouchard (no 1, 15 février 1936 - no 22, 1er août 1939).
Ayant pour slogan « Séparatisme d'abord, corporatisme ensuite », ce journal faisait la promotion de l'indépendance politique du Québec et de réforme économique corporatiste, la première étant la condition sine qua non de la seconde. La Nation s'inspirait du cas de l'État libre d'Irlande en matière politique, son inspiration économique provenant plutôt de l'Italie de Mussolini, de l'Espagne de Franco et du Portugal de Salazar.
Ce journal indépendantiste et nationaliste de droite avait pour devise: "Pour un État libre français en Amérique". Ses collaborateurs et sympathisants formaient les "Faisceaux républicains" (groupuscule d'extrême droite fascisant et antisémite dirigé par Bouchard).
La Nation regroupait des étudiants qui se voulaient en rupture avec le clérico-nationalisme de Lionel Groulx. L'hebdomadaire se voulait à la fois laïc et critique par rapport à la domination de l'Angleterre.
Jean-Louis Gagnon et Jean Marchand comptaient parmi ses collaborateurs (voir Dorval Brunelle, ).
En 1962, des séparatistes québécois se réclamant de l'héritage de La Nation vont fonder Libre Nation dont la devise était "Pour un Québec libre et français".